# Río Parayas
El río Parayas o Suscuaja es un curso fluvial del municipio Santa María de Cayón (Cantabria, España) perteneciente a la cuenca hidrográfica del Pas. 

## Curso
Nace cerca de Esles de Cayón y tiene una longitud de 10,454 kilómetros, con una pendiente media de 3,9º. Es uno de los principales afluentes del Pisueña, al que se une por su derecha a la altura de la localidad de La Penilla. A su paso riega la vega de Lloreda.
Su ribera está dominada por un bosque mixto de sauces, alisos, chopos y fresnos, además de juncos y helechos. En su cabecera destaca el hayedo de Esles. Hasta aquí, paralela al río, existe la ruta para montañistas llamada cabecera del río Suscuaja, de dificultad media.